# Luka Snoj
Luka Snoj (16 maart 1990) is een Sloveens advocaat, 3×3-basketbalpionier en de auteur van het allereerste internationale boek over 3×3-basketbal.

## Carrière
Snoj is de eerste Europese speler die in de eerste professionele 3×3-basketbalcompetitie ter wereld speelde. Hij begon in 2010 professioneel met 3×3-basketbal en heeft in zijn carrière meer dan 500 wedstrijden gespeeld. Hij werd continu gerangschikt onder de 50 beste 3×3-basketballers ter wereld in de FIBA 3x3 Individual World Rankings. Zijn hoogste carrière ranking was nee. 27 in 2015.

## Later
Na zijn pensionering als professionele 3×3-basketbalspeler in 2020, begon hij met het coachen en later opleiden van spelers, coaches en anderen internationaal over 3×3, aangezien het spel op dat moment voor velen nog onbekend was. Als zodanig hielp zijn literaire en professionele werk het spel van 3×3-basketbal te laten groeien, zelfs voordat 3x3 wereldwijde erkenning kreeg en debuteerde op de Olympische Zomerspelen 2020. Snojs bevindingen over hoe 3×3-basketballers en teams in game data statistisch verschillen van 5-op-5-basketballen waren baanbrekend en belangrijk voor verder onderzoek en analyse tussen de twee basketbaldisciplines. Hij staat ook bekend om zijn geavanceerde data-analyse, unieke 3×3-basketbaltheorie en ander gepubliceerd werk op het gebied van 3×3-basketbal.

## Opmerkelijk werk
Zijn boek 3x3 Basketball: Everything You Need to Know is het allereerste boek dat meerdere aspecten van het 3×3-basketbal behandelt. Daarin presenteert hij uitgebreid de verschillen tussen traditioneel en 3×3-basketbal en schetst hij de fundamentele tactieken en spelstructuur, theorie, terminologie en principes voor succesvol spelen. Hij beschrijft ook de geschiedenis van 3×3-basketbal: waarom en hoe het werd gevormd en hoe de sport door de jaren heen is geëvolueerd. Hij beschrijft ook het competitiesysteem, inclusief hoe de regels zijn veranderd en welke teams het afgelopen decennium succesvol zijn geweest. Snoj weeft ook hedendaagse interviews met topspelers zoals viervoudig wereldkampioen Dušan Bulut om het verhaal af te ronden over een sport waarvan de populariteit alleen maar zal blijven groeien. Tot slot levert Snoj zowel statistische als analytische analyses van de sport. De historische en statistische gegevens die in het boek worden gebruikt, zijn verkregen van FIBA 3x3 en zijn niet eerder bekend bij het publiek. Na het verkrijgen van de statistische gegevens in de game maakte Snoj een statistische analyse van de beste 3×3-basketbalteams ter wereld, verduidelijkte waarom 3x3-teams winnen of verliezen, presenteerde de gewoonten en kenmerken van de in-game 3x3-basketbalspelers en vergeleek ten slotte de efficiëntie van 3x3-teams met NBA-teams om te laten zien hoe de twee disciplines van elkaar verschillen.